# Rovni (Bélgorod)
|  | Per a altres significats, vegeu «Rovni». |

Rovni - Ровны (rus) - és un poble de l'óblast de Bélgorod, a Rússia. El 2010 tenia 356 habitants. Pertany al districte (raion) de Véidelevka.